# 11040 Wundt
A 11040 Wundt (ideiglenes jelöléssel 1989 RG1) a Naprendszer kisbolygóövében található aszteroida. Eric Walter Elst fedezte fel 1989. szeptember 3-án.
Nevét Wilhelm Wundt (1832 – 1920) német pszichológus után kapta.